# 할복 (1973년 영화)
할복은 1973년 공개된 대한민국의 영화이다.

## 배역
- 신성일
- 김희라
- 나오미